# WWE TLC: Tables, Ladders & Chairs

Logo officiel de TLC'S: Tables, Ladders, Chairs and stairs 2014

TLC: Tables, Ladders and Chairs est un pay-per-view annuel de catch promu par la fédération World Wrestling Entertainment (WWE). Il se déroule chaque année au mois de décembre. La première édition de cet événement eut lieu le 13 décembre 2009, dans  le but de remplacer le pay-per-view, Armageddon qui avait lieu chaque année en décembre depuis 1999.

## Concept
L'idée de ce spectacle est que la stipulation des matchs principaux et du main-event permet l'utilisation légale des tables, des échelles ou des chaises. Il peut donc y avoir des Tables matchs, des Ladder matchs, des Chairs matchs ainsi qu'un ou plusieurs TLC matchs.
Dans un Ladder match, la seule façon de gagner est de décrocher l'élément suspendu au-dessus du ring. Dans un Chair match, la seule façon de gagner est par tombé ou soumission dans le ring. Le TLC match applique généralement les mêmes règles qu'un Ladder match mais les tables et les chaises peuvent être aussi utilisées.
La première édition a créé une certaine confusion car le site internet de la fédération a annoncé en septembre 2009 que les Survivor Series, un des spectacles historique de la fédération allait être remplacé par TLC: Tables, Ladders & Chairs.

## Historique deTLC: Tables, Ladders, Chairs
Pay-per-view exclusif à Raw
 Pay-per-view exclusif à SmackDown
| #  | Événement                              | Date             | Ville                   | Lieu                     | Main Event |
| -- | -------------------------------------- | ---------------- | ----------------------- | ------------------------ | --- |
| 1  | TLC: Tables, Ladders and Chairs (2009) | 13 décembre 2009 | San Antonio, Texas      | AT&T Center              | Jeri-Show (Chris Jericho et The Big Show) (c) contre D-Generation X (Triple H et Shawn Michaels) dans un Tables, Ladders & Chairs match pour le championnat par équipe unifié de la WWE |
| 2  | TLC: Tables, Ladders and Chairs (2010) | 19 décembre 2010 | Houston, Texas          | Toyota Center            | Wade Barrett contre John Cena dans un Chairs match |
| 3  | TLC: Tables, Ladders and Chairs (2011) | 18 décembre 2011 | Baltimore, Maryland     | 1st Mariner Arena        | CM Punk (c) contre Alberto Del Rio contre The Miz dans un Triple Threat Tables, Ladders & Chairs match pour le championnat de la WWE                                                    |
| 4  | TLC: Tables, Ladders and Chairs (2012) | 16 décembre 2012 | Brooklyn, New York      | Barclays Center          | Dolph Ziggler contre John Cena dans un Ladder match pour la mallette Money in the Bank de Ziggler                                                                                       |
| 5  | TLC: Tables, Ladders and Chairs (2013) | 15 décembre 2013 | Houston, Texas          | Toyota Center            | John Cena (c) contre Randy Orton (c) dans un Tables, Ladders & Chairs match pour le championnat du Monde Poids-Lourd et le championnat de la WWE                                        |
| 6  | TLC: Tables, Ladders and Chairs (2014) | 14 décembre 2014 | Cleveland, Ohio         | Quicken Loans Arena      | Dean Ambrose vs Bray Wyatt dans un Tables, Ladders & Chairs match |
| 7  | TLC: Tables, Ladders and Chairs (2015) | 13 décembre 2015 | Boston, Massachusetts   | TD Garden                | Sheamus (c) contre Roman Reigns dans un Tables, Ladders & Chairs match pour le championnat du Monde Poids-Lourd de la WWE                                                               |
| 8  | TLC: Tables, Ladders and Chairs (2016) | 4 décembre 2016  | Dallas, Texas           | American Airlines Center | AJ Styles (c) contre Dean Ambrose dans un Tables, Ladders & Chairs match pour le WWE World Championship                                                                                 |
| 9  | TLC: Tables, Ladders and Chairs (2017) | 22 octobre 2017  | Minneapolis, Minnesota  | Target Center            | Kurt Angle, Dean Ambrose et Seth Rollins contre The Miz, Sheamus, Cesaro, Braun Strowman et Kane dans un Tables, Ladders & Chairs match                                                 |
| 10 | TLC: Tables, Ladders and Chairs (2018) | 16 décembre 2018 | San José, Californie    | SAP Center               | Becky Lynch (c) contre Charlotte Flair contre Asuka dans un Tables, Ladders & Chairs Match pour le WWE SmackDown Women's Championship                                                   |
| 11 | TLC: Tables, Ladders and Chairs (2019) | 15 décembre 2019 | Minneapolis, Minnesota  | Target Center            | Asuka et Kairi Sane contre Becky Lynch et Charlotte Flair dans un Tables, Ladders & Chairs Tag team match pour le WWE Women's Tag Team Championship                                     |
| 12 | TLC: Tables, Ladders and Chairs (2020) | 20 décembre 2020 | St. Petersburg, Floride | Tropicana Field          | "The Fiend" Bray Wyatt contre Randy Orton dans un Firefly Inferno match |